# Pénzverés a török hódoltság alatt
A török hódoltság területe az oszmán közigazgatás részét képezte.
A történelmi Magyarország területén két pénzverde működött. Az egyik a Ruméliai vilajethez tartozó Nándorfehérvárott, ahol arany- és ezüstpénzeket vertek.
A másik pénzverde a Temesvári vilajet területén lévő Modava vagy Mudava (későbbi neve Ómoldova, ma Újmoldova része) palánkvárában volt, ahol 1566-ban I. Szulejmán oszmán szultán rendelte el arany szultáni és ezüst akcse verését.
Az Oszmán Birodalom pénzforgalmi szempontból nem volt egységes, hanem négy nagy pénzügyi zónára oszlott (akcse, para, száhi és penz), hódoltsági és szomszédos területeken a penz (a dénár törökben használt neve) volt a legkedveltebb fizetőeszköz.

## Forrás
- Gyöngyössy Márton: Új oszmán pénztörténet felé. In: KLIÓ történettudományi szemléző folyóirat, 2004/3.